# Eccellenza Veneto 1994-1995
Il campionato italiano di calcio di Eccellenza regionale 1994-1995 è stato il quarto organizzato in Italia. Rappresenta il sesto livello del calcio italiano.
Questo è il campionato regionale della regione Veneto.

## Girone A

### Squadre partecipanti
| Club                     | Città                                 |
| ------------------------ | ------------------------------------- |
| A.C. Abano Ali           | Abano Terme (PD)                      |
| U.S. Adriese             | Adria (RO)                            |
| U.S. Cherubini Casaleone | Casaleone (VR)                        |
| A.S. Giorgianna          | San Giorgio in Bosco (PD)             |
| A.C. Scaligera           | Isola della Scala (VR)                |
| U.S. Lendinarese         | Lendinara (RO)                        |
| U.S. LonardiCarianese    | San Floriano (VR)                     |
| A.C. Lonigo              | Lonigo (VI)                           |
| A.C. Lugagnano           | Sona (VR)                             |
| U.S. Malo                | Malo (VI)                             |
| A.C. Marano              | Marano Vicentino (VI)                 |
| Montecchio Maggiore      | Montecchio Maggiore (VI)              |
| A.C. Rosà                | Rosà (VI)                             |
| Rovigo Calcio            | Rovigo (RO)                           |
| A.C. Thiene              | Thiene (VI)                           |
| U.S. San Massimo         | Verona (frazione di San Massimo) (VR) |

### Classifica finale
|  | Pos. | Squadra             | Pt | G  | V  | N  | P  | GF | GS | DR  |
|  | ---- | ------------------- | -- | -- | -- | -- | -- | -- | -- | --- |
|  | 1.   | Lendinarese         | 40 | 30 | 13 | 14 | 3  | 37 | 23 | +14 |
|  | 2.   | Adriese             | 39 | 30 | 13 | 13 | 4  | 40 | 24 | +16 |
|  | 3.   | San Massimo         | 36 | 30 | 11 | 14 | 5  | 35 | 22 | +13 |
|  | 4.   | Thiene              | 35 | 30 | 11 | 13 | 6  | 33 | 28 | +5  |
|  | 5.   | De.Ro.Ma. Malo      | 34 | 30 | 12 | 10 | 8  | 32 | 27 | +5  |
|  | 6.   | Lugagnano           | 33 | 30 | 13 | 7  | 10 | 35 | 31 | +4  |
|  | 7.   | Lonigo              | 33 | 30 | 7  | 19 | 4  | 31 | 27 | +4  |
|  | 8.   | Marano              | 30 | 30 | 7  | 16 | 7  | 27 | 22 | +5  |
|  | 9.   | Rovigo              | 30 | 30 | 8  | 14 | 8  | 29 | 29 | 0   |
|  | 10.  | Giorgianna          | 30 | 30 | 7  | 16 | 7  | 27 | 27 | 0   |
|  | 11.  | Scaligera           | 28 | 30 | 7  | 14 | 9  | 31 | 30 | +1  |
|  | 12.  | Rosà                | 27 | 30 | 9  | 9  | 12 | 21 | 27 | -6  |
|  | 13.  | Abano               | 23 | 30 | 6  | 11 | 13 | 27 | 40 | -13 |
|  | 14.  | Montecchio          | 23 | 30 | 6  | 11 | 13 | 35 | 47 | -12 |
|  | 15.  | Cherubini Casaleone | 20 | 30 | 5  | 10 | 15 | 28 | 45 | -17 |
|  | 16.  | LonardiCarianese    | 19 | 30 | 4  | 11 | 15 | 17 | 36 | -19 |

### Spareggi

#### Spareggio 13º posto
| Squadra 1 | Risultato   | Squadra 2  |
| --------- | ----------- | ---------- |
| Abano Alì | 1 - 0 (dts) | Montecchio |

| Noventa Vicentina 15 maggio 1995 | Abano Alì | 1 – 0 (d.t.s.) | Montecchio |  |

### Verdetti finali
- Lendinarese promossa al C.N.D..
- Montecchio Maggiore, Cherubini Casaleone e Lonardi retrocedono in Promozione.

## Girone B

### Squadre partecipanti
| Club                       | Città                     |
| -------------------------- | ------------------------- |
| A.C. Julia                 | Concordia Sagittaria (VE) |
| Conegliano Calcio          | Conegliano (TV)           |
| F.C. Edo Mestre            | Mestre (VE)               |
| U.S. Scorzè-Peseggia       | Scorzè (VE)               |
| A.C. Martellago            | Martellago (VE)           |
| A.C. Mestre                | Mestre (VE)               |
| A.S. Montello              | Volpago del Montello (TV) |
| U.S. Opitergina            | Oderzo (TV)               |
| A.C. Ponte di Piave        | Ponte di Piave (TV)       |
| Portogruaro-Summaga Calcio | Portogruaro (VE)          |
| A.C. Pro Mogliano          | Mogliano Veneto (TV)      |
| A.S. Roncade-Biancade      | Roncade (TV)              |
| G.S. Santa Lucia di Piave  | Santa Lucia di Piave (TV) |
| A.C. Sedico                | Sedico (BL)               |
| Trebaseleghe Calcio        | Trebaseleghe (PD)         |
| A.S. Union San Stino       | San Stino di Livenza (VE) |

### Classifica finale
|  | Pos. | Squadra              | Pt | G  | V  | N  | P  | GF | GS | DR  |
|  | ---- | -------------------- | -- | -- | -- | -- | -- | -- | -- | --- |
|  | 1.   | Mestre               | 43 | 30 | 16 | 11 | 3  | 34 | 13 | +21 |
|  | 2.   | Santa Lucia di Piave | 42 | 30 | 14 | 14 | 2  | 41 | 17 | +24 |
|  | 3.   | Portogruaro-Summaga  | 36 | 30 | 11 | 14 | 5  | 32 | 17 | +15 |
|  | 4.   | Ponte di Piave       | 34 | 30 | 12 | 10 | 8  | 29 | 21 | +8  |
|  | 5.   | Conegliano           | 33 | 30 | 10 | 13 | 7  | 26 | 20 | +6  |
|  | 6.   | Scorzè-Peseggia      | 32 | 30 | 6  | 20 | 4  | 31 | 29 | +2  |
|  | 7.   | Martellago           | 31 | 30 | 10 | 11 | 9  | 32 | 32 | 0   |
|  | 8.   | Montello             | 30 | 30 | 9  | 12 | 9  | 24 | 26 | -2  |
|  | 9.   | Sedico               | 29 | 30 | 6  | 17 | 7  | 15 | 15 | 0   |
|  | 10.  | Union San Stino      | 28 | 30 | 9  | 10 | 11 | 36 | 37 | -1  |
|  | 11.  | Trebaseleghe         | 28 | 30 | 7  | 14 | 9  | 23 | 26 | -3  |
|  | 12.  | Pro Mogliano         | 28 | 30 | 7  | 14 | 9  | 22 | 28 | -6  |
|  | 13.  | Edo Mestre           | 26 | 30 | 6  | 14 | 10 | 24 | 30 | -6  |
|  | 14.  | Opitergina           | 25 | 30 | 7  | 11 | 12 | 30 | 41 | -11 |
|  | 15.  | Roncade-Biancade     | 24 | 30 | 5  | 14 | 11 | 30 | 31 | -1  |
|  | 16.  | Julia Concordia      | 11 | 30 | 3  | 5  | 22 | 16 | 62 | -46 |

### Verdetti finali
- Mestre promosso al C.N.D..
- Santa Lucia di Piave persi i play-off è in seguito ammesso al C.N.D..
- Opitergina, Roncade-Biancade e Julia retrocedono in Promozione.